# Fred Hjelm

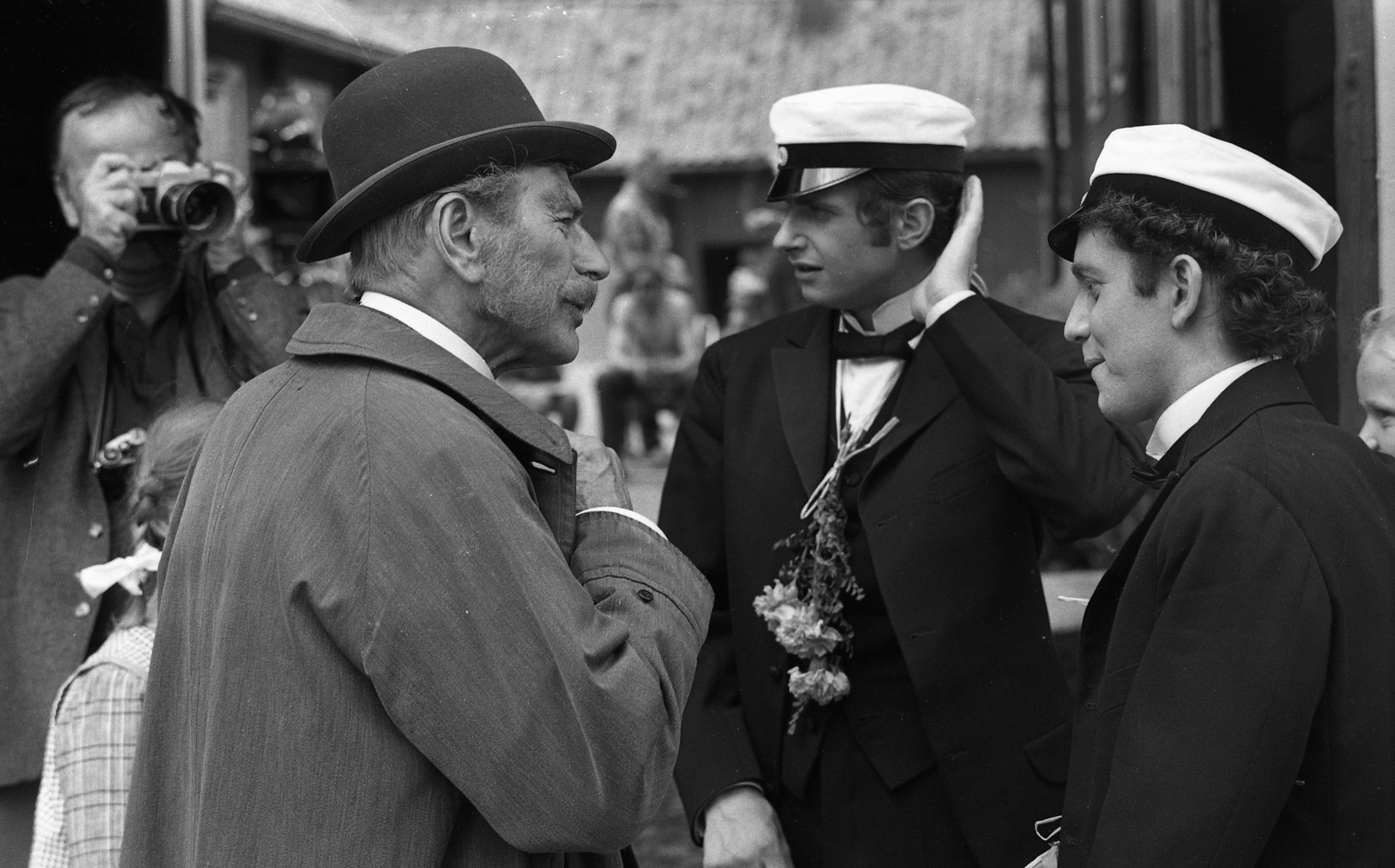
TV-inspelningen i Wadköping 31 maj 1968 av Markurells i Wadköping. Skådespelarna Edvin Adolphson, Ulf Brunnberg och Fred Hjelm är alla klädda i 1800-talskläder.

Fred Öystein Hjelm, ursrungligen Andersen, tidigare Öystein Walfred Hjelm, född 29 mars 1937 i Oslo i Norge, död 3 juli 2015 i Gustav Vasa församling i Stockholm, var en svensk skådespelare och regissör.

## Biografi
Fred Hjelm var son till violinisten och konsertmästaren Walfred Andersen och hudvårdsspecialisten Elisabeth, ogift Scheide. Han gick Malmö Stadsteaters elevskola 1961–1964.
Under perioden 1962–1967 verkade Hjelm som skådespelare, främst då på Malmö Stadsteater där han deltog i en rad uppsättningar. Efter att 1967–1971 ha lett Proteatern, en grupp inom Riksteatern, var Hjelm 1971–1993 verksam vid Stockholms stadsteater, där han svarade för en rad personliga och fantasifulla iscensättningar. Bland annat kan nämnas Peer Gynt 1974, Haren och vråken 1978, Möss och människor 1987, Gustaf III 1988 samt Othello 1992.
Vidare var han rektor för Teaterhögskolan i Stockholm under åren 1994–2001, där han stred för en mer självständig skola med högre pedagogisk status. Många gånger satte han upp sevärda och professionella slutproduktioner, som ofta ansågs bättre än vanliga teatrars genomsnittsproduktioner. Efter att ha avgått som rektor 2001 verkade Fred Hjelm som professor vid Teaterhögskolan fram till 2004.
Han gifte sig 1964 med biståndshandläggaren Anne E. Hoffsten (född 1943), dotter till adjunkten Sven Gustavsson och hushållsläraren Marianne Hoffsten. Bland barnen märks skådespelaren Tobias Hjelm (född 1972). Fred Hjelm är begravd på Norra begravningsplatsen utanför Stockholm.

## Filmografi
- 1968 – Tågarp – Hälsingborg
- 1968 – Exercis
- 1968 – Pygmalion
- 1968 – Markurells i Wadköping (TV-serie)
- 1969 – Håll polisen utanför (TV-serie)
- 1969 – Made in Sweden
- 1972 – Tintin i Hajsjön
- 1976 – Hallo Baby
- 1979 – Godnatt, jord (TV-serie)
- 1985 – August Strindberg ett liv (TV-serie)
- 1992 – Kejsarn av Portugallien
- 1994 – Den vite riddaren (TV-serie)
- 1997 – En kvinnas huvud

## Teater

### Regi (ej komplett)
| År   | Produktion                                                           | Upphovsmän                                | Teater                 |
| ---- | -------------------------------------------------------------------- | ----------------------------------------- | ---------------------- |
| 1971 | De vilda svanarna De vilde Svaner                                    | H.C. Andersen                             | Stockholms stadsteater |
| 1972 | Tillståndet                                                          | Kent Andersson och Bengt Bratt            | Stockholms stadsteater |
| 1973 | IK Kamraterna                                                        | Sigvard Olsson och Fred Hjelm             | Stockholms stadsteater |
| 1974 | Peer Gynt                                                            | Henrik Ibsen Översättning Lars Forssell   | Stockholms stadsteater |
| 1978 | Wärdshuset Haren och Vråken                                          | Lars Forssell                             | Stockholms stadsteater |
| 1980 | Terra Nova                                                           | Ted Tally Översättning Carl Torell        | Stockholms stadsteater |
| 1980 | Hoppla, vi lever! Hoppla, wir leben!                                 | Ernst Toller Översättning Carl Torell     | Stockholms stadsteater |
| 1982 | Maratondansen They Shoot Horses Don't They                           | Horace McCoy och Ray Herman               | Stockholms stadsteater |
| 1985 | Herr Puntila och hans dräng Matti Herr Puntila und sein Knecht Matti | Bertolt Brecht Översättning Alf Henrikson | Stockholms stadsteater |
| 1987 | Möss och människor Of Mice and Men                                   | John Steinbeck                            | Stockholms stadsteater |
| 1988 | Gustaf III                                                           | August Strindberg                         | Stockholms stadsteater |
| 1992 | Othello                                                              | William Shakespeare                       | Stockholms stadsteater |

### Roller (ej komplett)
| År   | Roll | Produktion                                                       | Regi              | Teater            |
| ---- | ---- | ---------------------------------------------------------------- | ----------------- | ----------------- |
| 1962 |      | Fysikerna Friedrich Dürrenmatt                                   |                   | Malmö Stadsteater |
| 1963 |      | Muren (The Wall) Millard Lampell                                 | Lennart Olsson    | Malmö stadsteater |
| 1963 |      | Svart måndag                                                     |                   | Malmö Stadsteater |
| 1963 |      | Dummerjöns Willy Keidser och Tylle Herlin                        | Jan Lewin         | Malmö stadsteater |
| 1964 |      | Körsbärsträdgården (Вишнёвый сад, Visjnjovyj sad ) Anton Tjechov | Josef Halfen      | Malmö stadsteater |
| 1964 |      | Richard III William Shakespeare                                  |                   | Malmö Stadsteater |
| 1965 |      | Den sönderslagna krukan Heinrich von Kleist                      |                   | Malmö Stadsteater |
| 1965 |      | Lyckliga draken Gabriel Cousin                                   | Josef Halfen      | Malmö stadsteater |
| 1965 |      | Salig Tarelkin                                                   |                   | Malmö Stadsteater |
| 1966 |      | Trollkarlen från Oz                                              |                   | Malmö Stadsteater |
| 1966 |      | Prima liv                                                        | Malmö Stadsteater |                   |
| 1967 |      | Karabinjärerna                                                   |                   | Malmö Stadsteater |
| 1967 |      | Svejk i andra världskriget                                       |                   | Malmö Stadsteater |
| 1967 |      | Spökhotellet Georges Feydeau                                     |                   | Malmö Stadsteater |